# Krótki Dół
Krótki Dół (niem. Kurze Grund) – dolina jednego ze źródliskowych potoków Szkła w południowej części Gór Kruczych.

## Położenie
Wcina się we wschodnie zbocze Kobylej Góry, pomiędzy Pliszczynę a Dlouhé údolí. Na północ od niej, za grzbietem Pliszczyny ciągnie się bliźniaczy Długi Dół. Oba łączą się na wysokości ok. 660 m.